# Winchester (Massachusetts)
Winchester es un pueblo ubicado en el condado de Middlesex en el estado estadounidense de Massachusetts. En el Censo de 2010 tenía una población de 21.374 habitantes y una densidad poblacional de 1.300,84 personas por km².

## Geografía
Winchester se encuentra ubicado en las coordenadas 42°27′10″N 71°8′40″O / 42.45278, -71.14444. Según la Oficina del Censo de los Estados Unidos, Winchester tiene una superficie total de 16.43 km², de la cual 15.61 km² corresponden a tierra firme y (4.98%) 0.82 km² es agua.

## Demografía
Según el censo de 2010, había 21.374 personas residiendo en Winchester. La densidad de población era de 1.300,84 hab./km². De los 21.374 habitantes, Winchester estaba compuesto por el 87.14% blancos, el 1.03% eran afroamericanos, el 0.08% eran amerindios, el 9.35% eran asiáticos, el 0.04% eran isleños del Pacífico, el 0.37% eran de otras razas y el 1.98% pertenecían a dos o más razas. Del total de la población el 1.89% eran hispanos o latinos de cualquier raza.